# Casalmaiocco
Casalmaiocco là một đô thị ở tỉnh Lodi trong vùng Lombardia của Italia, cách khoảng 35 km về phía đông nam của Milano và khoảng 9 km về phía nam của Lodi. Tại thời điểm 31 tháng 12 năm 2004, đô thị này có dân số 2.814 người và diện tích là 4,7 km².
Đô thị Casalmaiocco bao gồm các frazione (subdivision) Madonnina.
Casalmaiocco giáp các đô thị: Mulazzano, Dresano, Vizzolo Predabissi, Tavazzano con Villavesco, Sordio.